# Mathias Mongenast

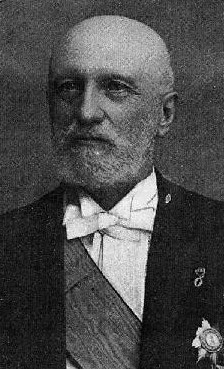
Mathias Mongenast

Mathias Mongenast (Diekirch, 12 juli 1843 - Luxemburg-Stad, 10 januari 1926), was een Luxemburgs politicus.

## Opleiding en vroege carrière
Mathias Mongenast studeerde rechten en vestigde zich als advocaat in Luxemburg-Stad.
Mathias Mongenast werd op 12 oktober 1882 directeur-generaal (dat wil zeggen minister) van Financiën. Hij diende als directeur-generaal in de kabinetten-De Blochausen-, Thilges- en Eyschen.

## Premierschap
Op 12 oktober 1915 overleed de president van de Regering (premier), Paul Eyschen, - te midden van de Eerste Wereldoorlog - aan een hartinfarct. Groothertogin Maria Adelheid benoemde Mongenast tot interim-premier (president van de Raad) en directeur-generaal van Buitenlandse Zaken. Hij behield ook directeur-generaalschap van Financiën. Mongenast was maar voor korte tijd premier; groothertogin Maria Adelheid was tegen de voorgenomen benoeming van professor Édouard Oster tot directeur van de École Nationale. Oster was reeds voorgedragen voor benoeming door Eyschen. Ondanks het verzet van de groothertogin bleef Mongenast bij de voorgenomen benoeming van Oster. Mongenast dacht de groothertogin wel zou bijdraaien, maar dit gebeurde niet en hij werd op 6 november 1915, na slechts vijfentwintig dagen premier te zijn geweest, ontslagen.
Mathias Mongenast was van 1 april 1916 tot 19 juni 1917 voorzitter van de Staatsraad.

## Verwijzing
1. ↑  Tatsachen aus der Geschichte des Luxemburger Landes, door: Dr. P.J. Muller (1968), blz. 343

- Virtual International Authority File: 28145003756861340428